# Lila skorpióhal

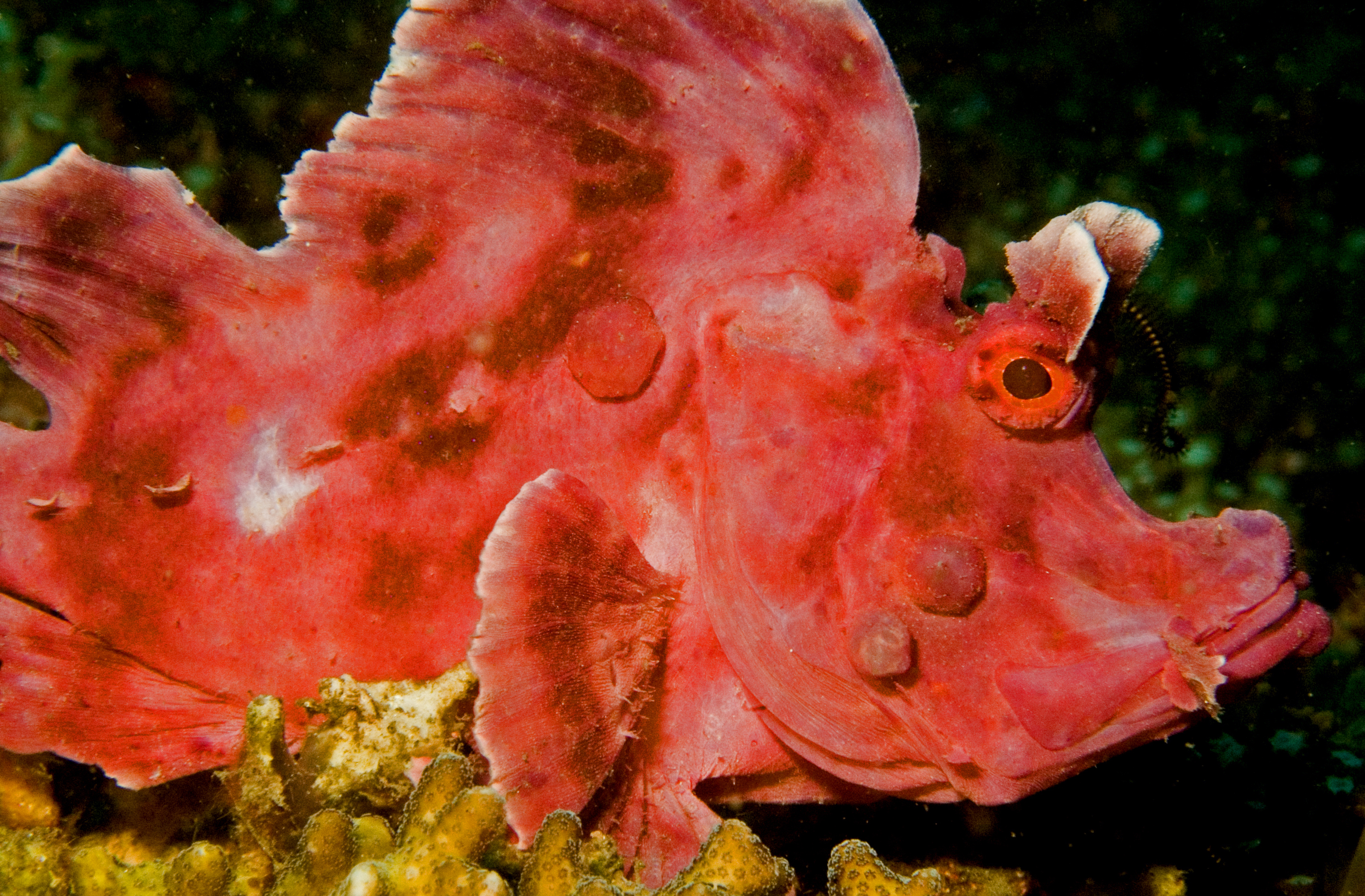
Lila skorpióhal

A lila skorpióhal (Rhinopias eschmeyeri) a sugarasúszójú halak (Actinopterygii) osztályának skorpióhal-alakúak (Scorpaeniformes) rendjébe és a skorpióhalfélék (Scorpaenidae) családjába tartozó faj. Népszerű akváriumi hal, a trópusi tengerek lakója.

## Előfordulása
Előfordul Afrika keleti partvonalától Pápua Új-Guinea, Ausztrália a Fülöp-szigetek és a Csendes-óceán nyugati fekvésű szigetvilágáig. Élőhelye a trópusi tengerek 18 - 55 méteres mélységű részei.

## Megjelenése
Nagysága 16.6 centiméter, a testformája egy levélhez hasonlít, mely abban segíti, hogy könnyedén el tud bújni a ragadozók elől és így áldozatai is nehezebben veszik észre. Jó vadász a feje tetején elhelyezkedő nagy szemei segítségével 360 fokos látószöget is belát.

## Életmódja
Ragadozó hal a vízben ringatózik és így keresi táplálékát. Az állat érdekessége, hogy szinte sohasem úszik, mellúszói segítségével végrehajtott mozgása inkább kúszásra emlékeztet. Mindezek ellenére amennyiben a leendő áldozat messzebb van, akkor akár gyors szökkenéssel is képes elkapni azt. Táplálkozáskor nem a fogait használja, hanem hatalmas száját hirtelen nagyra tátja és az így kialakult vákuum segítségével szippantja be áldozatát. További érdekesség, hogy képes bőrének a külső rétegét levedleni és így megszabadulni a lassú életmód miatt rátapadt élősködőktől. Az emberre teljesen veszélytelen.

### Internetes leírások a lila skorpióhalról
- A faj adatlapja a FishBase oldalán. FishBase. (Hozzáférés: 2012. január 29.)
- A taxon adatlapja az ITIS adatbázisában. Integrated Taxonomic Information System. (Hozzáférés: 2012. január 29.)
- Rhinopias eschmeyeri Condé, 1977. BioLib.cz. (Hozzáférés: 2012. január 29.)
- Rhinopias eschmeyeri Condé, 1977 — Overview (angol nyelven). Encyclopedia of Life. (Hozzáférés: 2012. január 29.)
- Rhinopias eschmeyeri Condé, 1977 (angol nyelven). uBio. (Hozzáférés: 2012. január 29.)
- Rhinopias eschmeyeri Condé, 1977. WoRMS World Register of Marine Species. (Hozzáférés: 2012. január 29.)
- Rhinopias eschmeyeri Condé 1977. Fishwise. (Hozzáférés: 2012. január 29.)[halott link]